# (88906) Moutier
(88906) Moutier (2001 TT1) – planetoida z pasa głównego asteroid okrążająca Słońce w ciągu 3,87 lat w średniej odległości 2,46 j.a. Odkryta 11 października 2001 roku.